# Цинзерлинг, Юрий Дмитриевич
Ю́рий Дми́триевич Ци́нзерлинг (23 октября [4 ноября] 1894, Санкт-Петербург — ноябрь 1939, ГУЛАГ) — русский советский ботаник-систематик, геоботаник, ботанико-географ, болотовед, флорист, исследователь флоры Арктики. Изучал северо-запад европейской части России, Забайкалье.

## Биография
Родился 23 октября (4 ноября) 1894 года в Санкт-Петербурге (иногда указывают 5 ноября). Младший брат патологоанатома Всеволода Цинзерлинга (1891—1960).
В 1912—1920 годах учился на естественном отделении физико-математического факультета Санкт-Петербургского университета. Одновременно с этим с 1912 г. работал инсератором гербария Ботанического музея.
В 1923 году стал научным сотрудником отдела систематики Главного ботанического сада АН СССР, с 1924 года — научный сотрудник отдела геоботаники Ботанического института, с 1934 г. — заведующий отделом геоботаники.
С 1935 года — консультант Кольской базы АН СССР. Преподавал в вузах.
В 1928 году занимался исследованием северо-востока Кольского полуострова (от реки Поной до Баренцева моря).
C 1928 года участвовал в работе Комиссии по изучению четвертичного периода АН СССР.
В 1935 году получил степень доктора биологических наук. Автор свыше 50 научных работ, редактор «Карты растительности Европейской части СССР» (1950 г.).
13 ноября 1937 года назначен временным исполняющим обязанности директора Ботанического института АН СССР.
Арестован в июле 1938 года, погиб в ноябре 1939 года, обстоятельства гибели неизвестны, предположительно умер в камере предварительного заключения. Реабилитирован в январе 1957 года.

## Публикации
Основные труды:
- Цинзерлинг Ю. Д. География растительного покрова северо-запада европейской части СССР. — Л.: Изд-во АН СССР, 1934. — 378 с.
- Цинзерлинг Ю. Д. Растительность болот // Растительность СССР. — М.—Л., 1938. — Т. 1. — С. 355—428.

## Память
Виды растений, названные в честь Ю. Д. Цинзерлинга:
- Betula zinserlingii V.N.Vassil., 1971
- Hieracium zinserlingianum Üksip, 1959
- Hieracium zinserlingii Schljakov, 1966
- Hierochloe ×zinserlingii Tzvelev, 1973